# Chronologie des mines de cuivre chiliennes
Cet article donne une chronologie des mines de cuivre chiliennes.

## XIXe siècle
- 1814 : bataille de Rancagua, pour l'indépendance du Chili
- 1816 : la mine d'El Salado est ouverte pour trente premières années de production d'un minerai à très forte teneur en métal rouge, de l'ordre de 25 %
- 1830 : réouverture de la mine d'El Soldado
- 1850 : le prix du cuivre à Londres a été divisé par deux en 40 ans
- 1875 : guerre avec la Bolivie, Chuquicamata se couvre de 400 petites mines clandestines
- 1880 : le Chili produit 44 000 tonnes de cuivre
- 1881 : création de l'Anaconda Copper à Butte (Montana), par Marcus Daly
- 1881 : création de la Société anonyme des mines de Lexington à Butte (Montana), par Georges de la Bouglise
- 1883 : la presse spécialisée compte 63 sociétés sur le site d'El Soldado
- 1883 : Georges de la Bouglise réalise une étude à l'origine de la création de la Compagnie du Boléo, qui opère un gisement au Mexique
- 1885 : le Pays de Cuivre baisse les prix à 10 cents la livre. À Butte (Montana), seul Marcus Daly résiste, grâce à l'argent-métal[1]
- 1886 : ouverture de la mine El Cobre de Melon
- 1891 : le Chemin de fer Mendoza à Valparaiso s'arrête au pied de l'Aconcagua
- 1891 : capture de Calama lors de la guerre civile, les petites mines des loyalistes à Chuquicamata confisquées
- 1891 : la famille Rothschild prend une option sur le capital d'Anaconda Copper, lorsqu'est installée la première raffinerie électrolytique, puis 25 % du capital en 1895 pour 7,5 millions de dollars
- 1894 : Exposition universelle de Santiago, focus sur les technologies électrolytiques
- 1896 : Mise en fonctionnement du four électrolytique de la mine "El Cobre de Melon"
- 1899 : création de la Société des mines de cuivre de Catemu
- 1900 : la part de l'offre mondiale venant États-Unis est passée de 20 % à 43 % et culminera à 57 % entre 1900 et 1910[2].

## XXe siècle
- 1903 : la Société des mines de cuivre de Catemu quadruple sa production grâce à d'excellents procédés pyrotechniques de transformation
- 1904 : création de la Braden Copper par William Braden, pour exploiter El Teniente
- 1906 : création de la Kennecott Utah Copper rail line en Alaska par Stephen Birch
- 1906 : le port de Valparaíso détruit par un séisme, reconstruit par les Français
- 1906 : la Société des Mines et Usines de Cuivre de Chanaral reprend les mines de Chanaral Atacama
- 1906 : la SMUCC y produit 2,5 millions de livres de cuivre, contre 4 millions pour la Société des mines de cuivre de Catemu
- octobre 1907 : l'échec du corner sur la United Copper Company entraîne la Panique bancaire américaine de 1907, chute de 50 % des cours
- 1908 : création de la Société des mines de cuivre de Naltagua
- 1908 : difficultés de la Braden Copper, injection de capital des frères Daniel Guggenheim et Simon Guggenheim
- 1910 : le Chemin de fer Mendoza à Valparaiso est mis en service
- 1910 : construction du port minéralier de San Antonio (Chili)
- 1910 :  l'ingénieur américain William Bradley rencontre l'industriel Albert C. Burrage, qui a envoyé des ingénieurs à Chuquicamata
- 1911 : ils commencent à racheter les nombreuses mines concurrentes opérant sur le site
- 1912 : Les réserves de Chuquicamata sont estimées à 690 millions de tonnes
- 1912 : Daniel Guggenheim et Simon Guggenheim rachètent 25 millions de dollars la part d'Albert C. Burrage dans Chuquicamata, créent Chilex
- 1913 : création de l'Andes Copper Mining par William Braden
- 1915 : la production de Chuquicamata démarre en mai
- 1916 : Anaconda Copper reprend l'Andes Copper Mining
- 1916 : Kennecott Utah Copper rail line rachète El Teniente à la Braden Copper
- 1918 : chute des cours du cuivre consécutive à la fin de la Première Guerre mondiale
- 1922 : l'Anaconda Copper rachète à la famille Guggenheim la mine de Chuquicamata
- 1922 : l’union des forces populaires au pouvoir, Arturo Alessandri créé une taxe de 12 % sur les bénéfices des sociétés minières
- 1924 : émission obligataire de l'Anaconda Copper pour relancer l'Andes Copper Mining
- 1924 : Coup d'État de 1924 (Chili)
- 1925 : la Société des mines de cuivre de Catemu devient filiale de la société franco-belge Compagnie minière du M'Zaïta
- 1925 : Arturo Alessandri quitte le pouvoir
- 1927 : le dictateur militaire Carlos Ibáñez del Campo suspend les élections, négocie avec William Braden pour les compagnies étrangères
- 1928 : l'Andes Copper Mining a triplé sa production en trois ans à 81 300 tonnes
- 1929 : Chuquicamata a produit 135 890 tonnes contre 50 400 tonnes en 1920 et 4 345 tonnes en 1915
- 1931 : l'Andes Copper Mining a divisé sa production en deux ans
- 1935 : création du cartel du cuivre
- 1945 : dramatique incendie, 355 ouvriers meurent asphyxiés à El Teniente
- 1955 : la loi chilienne créé un bureau du cuivre, transformé le 25 janvier 1966 en Copper Corporation of Chile (Codelco)
- 1958 : fermeture de la Mine de Potrerillos de l'Andes Copper Mining
- 1958 : création de la Mine d'El Savador de l'Andes Copper Mining
- 1960 : la Compagnie minière du M'Zaïta rachetée par la Société minière et métallurgique de Peñarroya
- 1966 : création de la Copper Corporation of Chile (Codelco)
- 1967 : « chilienisation » des mines de cuivre par le président Eduardo Frei Montalva, le gouvernement prend 51 % des actions d'El Teniente
- 1970 : Salvador Allende élu président, toutes les mines nationalisées
- 1973 : grève de 8000 à 9000 ouvriers et 4500 employés et cadres à El Teniente, pendant 74 jours, marche sur Santiago
- 1973 : Salvador Allende renversé, l'Anaconda Copper indemnisée
- 1981 : grève des mineurs à El Teniente
- 1988 : début de la construction de la mine d'Escondida
- novembre 1990 : première coulée de minerai traitée par Escondida
- 2002 : la mine d'Escondida pèse 8 % de l'offre mondiale
- 2010 : Accident minier de Copiapó